# KAT-TUNのがつーん
『KAT-TUNのがつーん』（カトゥーンのがつーん）は、文化放送『レコメン!』内にて放送の、KAT-TUNが出演していたラジオ番組。2012年4月2日深夜（3日）から2016年3月21日深夜（22日）まで、NRN系列で毎週月曜24時（火曜0時）台前半に放送されていた。

## パーソナリティー
- 中丸雄一（2012年4月3日 - 2016年3月22日）
- 田口淳之介（2012年4月3日 - 2016年3月22日）
- 田中聖（2012年4月3日 - 2013年9月）

3人はいずれもKAT-TUNのメンバー。パーソナリティ3人のうち毎回ランダムで2人が出演する。特別に3人で出演することもある。田中が脱退した2013年秋以降は、田口と中丸の2人が常にパーソナリティを務めるようになる。

## 構成
オープニング、フリートーク、曲、コーナー、エンディングの順で構成される。
- オープニングでは最近あったことや季節に関わる話をする。話が盛り上がるとフリートークより長くなることもある。
- フリートークのテーマは、前回のテーマのしりとりで決定する。"る"はしりとりが難しいため「ルーレット」として、メンバーが自由に挙げたテーマの中からルーレットで決定する。最終回のテーマは「がつーん」、"ん"でしりとりは終了した。
- 毎回1曲、KAT-TUNの曲や、トーク内容に応じた他アーティストの曲がオンエアされる。またエンディングでは「WHITE」がBGMで流れる。

## コーナー
ハイフンメール
- ふつおたのコーナー。エンディングで短めのメールが「ショートハイフン」として読まれることもある。
- KAT-TUNの"-"（ハイフン）は、応援してくれるファンを繋ぐものとして呼ばれている。

CHECK THE KAT-TUN
- メンバー同士がお互いをどれだけ知っているか確かめるクイズコーナー。正誤によって毎回ポイントが累積する。

番組キャラクター製作委員会
- 番組マスコットキャラクターを考えるコーナー。

KAT-TUNの男の世界
- 男心をくすぐるメールのコーナー。男子が好きそうな趣味や遊びについての話を募集していた。

がつーんJAPAN代表選考会
- リスナーの自慢するほどでもない小さい特技を募集し、中丸監督が合否を判定するコーナー。サッカー日本代表にちなんで11人の合格者が揃うまで続いた。
- 特技が声マネなどの場合はリスナーと電話を繋ぐこともあった。

田口のポジティブ短歌
- リスナーから送られたネガティブな五七五の川柳（上の句）に、メンバーが七七（下の句）をつけてポジティブな短歌に変えるコーナー。困ったときは「メッシのボール」があればポジティブになれる。

がつーん散歩（大人の社会科見学）　2014年-
- 田口と中丸がプライベートでロケした模様を話すコーナー。ロケでの収録音声をオンエアする機会はなかった。
- 初期はコーナー名が存在せず、思い付きの企画であった。最初の行先は日本銀行のはずだったが、田口が予約をしそこねた[2]ので2人で隣の貨幣博物館を訪れた。以降たびたび2人でさまざまな場所を訪れた。
- コーナー名が存在するのでここではコーナーとして紹介しているが、実際にはオープニングかフリートークで話されており、コーナー前のタイトルコールもない。

田口このギャグ言ってみな　2014年-
- 田口のためにリスナーが一発ギャグを提案するコーナー。「ないないナイスガイ」「あるあるアルマジロ」「待て待てマテ茶」などの名ギャグが生まれた。

がつーん一刀両断　2015年-
- 世の中の政治経済などあらゆることを斬って斬って斬りまくるコーナー。○○な人はアリですかナシですか、といった質問に対してメンバーが持論を展開していく。なお政治経済に関するメールが読まれたことはない。